# Gießen (cidade)
Giessen ou Gießen é uma cidade no estado de Hesse da Alemanha, sendo capital e sede da região administrativa de Giessen e do distrito homônimo. A cidade localiza-se à beira do rio Lano.